# 健康維持機構
健康維持機構（Health maintenance organization, HMO, 保健維持組織とも）は、アメリカの医療保険システムの1つ。
アメリカ合衆国は、先進国の中で唯一国民皆保険制度を備えていない。公的な健康保険制度は2つあり、65歳以上を対象としたメディケアと低所得者を対象としたメディケイドである。これらに含まれない多数を占めるアメリカ合衆国市民は、個別の企業が福利厚生として提供する健康保険に加入することが多い。企業の提供する健康保険は3種類に分かれる。PPO、フリーフォアサービス、そして本項HMOである。HMOが最大で、次にPPOの規模が大きく、この2つで企業の健康保険の約7割をカバーする。
HMOは1973年にニクソン政権下で成立した1973年保険維持機構法 (en:Health Maintenance Organization Act of 1973) を転機として発展した組織である。HMO自体は20世紀初頭に起源をもつが、1970年代当時、コストを重視した医療を提供していた民間団体に政府が低金利の助成金を交付し、拡大を狙った。
HMOに分類される最大の保険会社は、1945年に設立されたカイザーパーマネンテである。2007年時点で870万人と契約を結んでいる。

## 問題点
HMOに分類される保険会社は多数あり、企業が契約を結んだ保険会社が医療水準を決定する。このような由来をもつためHMOには3つの大きな制限がある。まず、保険会社と契約を結んだ登録された医療機関でしか診療が受けられないこと。次に、特定の病歴を持っていた場合、企業が契約した保険会社からHMO加入を認められない場合があることである。これは医療費がかかる見込みがある加入者を受け入れると、コスト増が見込まれるからである。最後に、登録医療機関の医師は保険会社であるHMOと雇用契約を結んでいるため、コスト削減の観点から、患者に提供する医療水準を下げることが望ましいとされている。したがって、難病などへの対応が困難で、複雑な外傷など高額な医療が求められる治療も受けにくい。
最高裁では「HMOサービスは医療の配給である」との判決が出ている。